# Anders Kjølholm

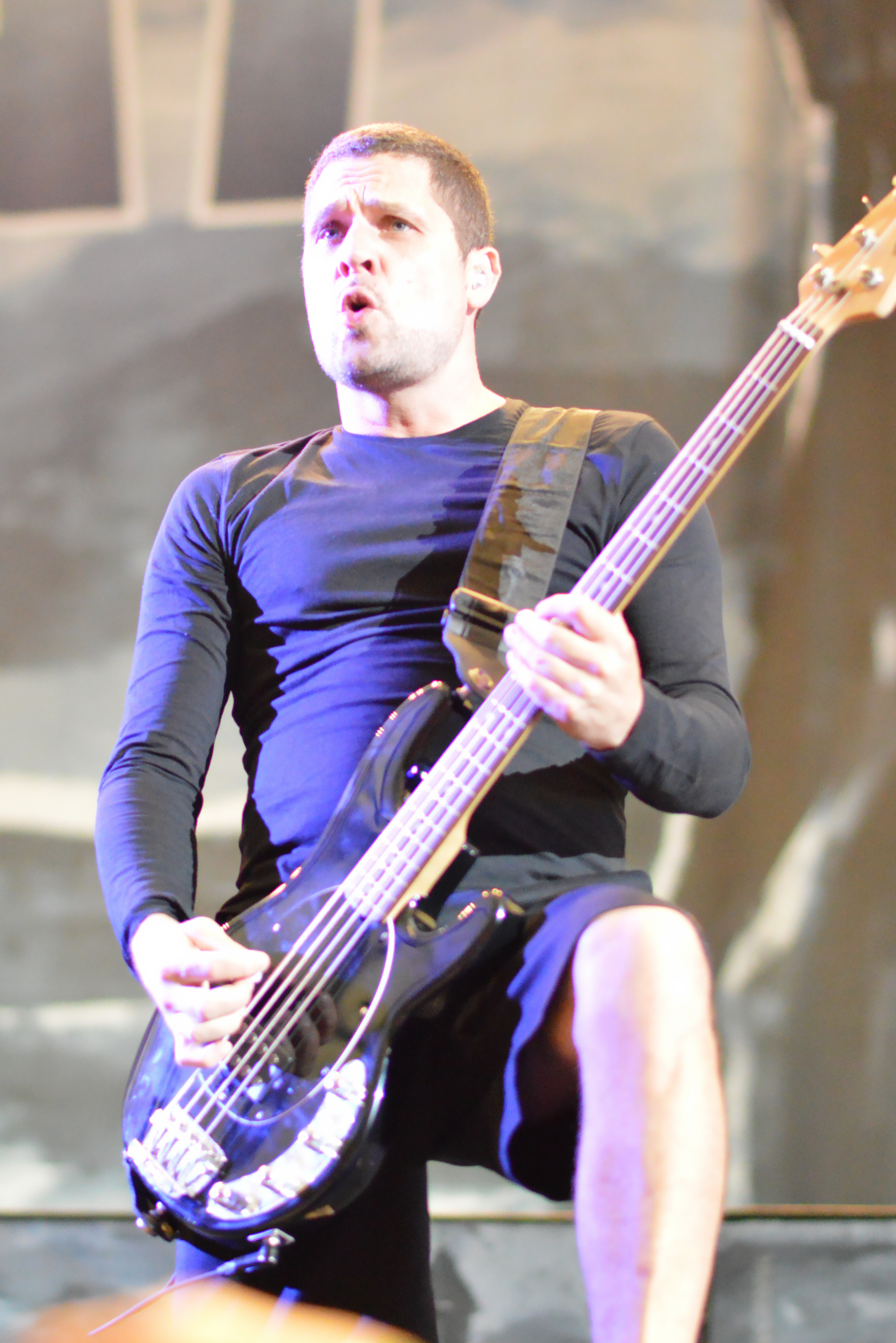
Anders Kjølholm (2013)

Anders Kjølholm (* 4. März 1971 als Anders Nielsen) ist ein dänischer Bassist. Er war Mitglied der Bands Volbeat und Dominus.

## Werdegang
Kjølholm spielte zwischen 1997 und 1999 noch unter seinem Geburtsnamen Nielsen in der Death-Metal-Band Dominus, in der Michael Poulsen als Sänger aktiv war. Nielsen spielte mit Dominus das vorletzte Studioalbum Vol.Beat ein, welches im Jahre 1997 erschien. Nach der Auflösung von Dominus im Jahre 2000 gründete Michael Poulsen eine neue Band namens Volbeat. Nielsen, der inzwischen geheiratet und den Namen Kjølholm angenommen hat, gehörte zu den Gründungsmitgliedern. Mit Volbeat veröffentlichte Kjølholm fünf Studioalben und gewann unter anderem im Jahre 2014 einen Echo. Am 13. November 2015 gaben Volbeat die freundschaftliche Trennung von Kjølholm bekannt.

## Diskografie

### Mit Dominus
- 1997: Vol.Beat

### Mit Volbeat
- siehe Volbeat/Diskografie